# Et ils meurent tous les deux à la fin
Et ils meurent tous les deux à la fin (titre original : They Both Die at the End) est un roman américain de Adam Silvera publié en 2017 aux États-Unis, traduit en français par Constance Mascureau en 2018.

## Résumé
En 2017, la société Death-Cast est capable de prédire le jour où une personne mourra. Lorsque ce jour arrive, peu après minuit, les employés de Death-Cast contactent les personnes devant mourir, connues sous le nom de « Deckers », pour les informer qu'il leur reste moins de vingt-quatre heures à vivre. L'une de ces personnes est Mateo Torrez, un jeune homme de dix-huit ans timide et renfermé vivant seul à New York avec son père, lequel a récemment sombré dans le coma. Un autre adolescent, Rufus Emeterio, reçoit également l'appel fatidique alors qu'il passe à tabac un certain Peck, le nouveau partenaire de son ancienne petite amie Aimee.
Tandis que Mateo se prépare à rendre une dernière visite à son père à l'hôpital, Rufus retourne auprès de sa famille d'accueil, surnommés les Pluton, en compagnie de ses frères adoptifs Tagoe et Malcolm. Une cérémonie est organisée en prévision de la mort prochaine de Rufus, mais elle est brutalement interrompue lorsque la police, prévenue par Peck qu'a amené Aimee, arrive pour arrêter Rufus. Ce dernier parvient à s'enfuir à vélo, tandis que Tagoe et Malcolm retardent les policiers et sont arrêtés à sa place. Restant seul, Rufus s'inscrit à l'application mobile « Le Dernier Ami », qui aide les Deckers à trouver quelqu'un avec qui passer leur dernière journée. Il est alors contacté par Mateo, qui a également créé son profil quelques minutes auparavant. Les deux adolescents décident de se rencontrer à l'appartement de Mateo.
Malgré leurs grandes différences de tempérament, Mateo et Rufus s'entendent rapidement, et Rufus parvient à convaincre de Mateo de quitter son appartement. Les deux garçons se rendent tout d'abord à l'hôpital où est soigné le père de Mateo. Bien que son père soit toujours inconscient, Mateo lui fait d'émouvants adieux et lui laisse un dernier message lui promettant de faire preuve de courage. Quoiqu'il s'attarde dans la chambre d'hôpital, Rufus parvient à le convaincre de continuer leur périple. Ils partagent un repas dans un restaurant que Rufus affectionne particulièrement, en apprenant plus sur leurs aspirations respectives, puis se rendent chez Lidia, la meilleure amie de Mateo qui élève seule sa petite fille Penny. Mateo ne peut se résoudre à admettre devant Lidia qu'il va mourir et tente de se comporter normalement, mais Lidia, après son départ, comprend qu'il a reçu l'appel de Death-Cast.
Rufus reçoit un appel d'Aimee, qui révèle que Tagoe et Malcolm ont été arrêtés à cause de l'agression de Peck dont Rufus est responsable. Entendant cela, Mateo prend peur et tente de s'enfuir, mais Rufus le rattrape rapidement et lui explique toute son histoire. En particulier, Rufus s'ouvre au sujet de sa famille : ses parents et sa sœur Olivia sont décédés après avoir reçu, le même jour, l'appel fatidique de Death-Cast, et Rufus a ainsi vu ses proches se noyer dans l'Hudson River, ce qui explique son placement en famille d'accueil et ses difficultés à gérer ses émotions. Mateo pardonne à Rufus de lui avoir caché qu'il était recherché par la police. Les deux Derniers Amis décident ensuite de se rendre à la salle de réalité virtuelle Vivez l'Expérience, qui propose aux Deckers de vivre des sensations qu'ils n'ont plus le temps d'expérimenter dans le monde réel, mais la simulation de saut en parachute qu'ont choisie Rufus et Mateo les laisse sur leur faim.
Mateo suggère ensuite de se rendre au cimetière où est enterrée sa mère pour se recueillir sur sa tombe et lui faire ses adieux, mais est horrifié d'y trouver également un fossoyeur en train de creuser sa propre tombe. Réconforté par Rufus duquel il se rapproche de plus en plus et avec qui il échange ses idées sur l'au-delà, Mateo l'emmène ensuite au bord du fleuve afin qu'il puisse enfin tourner la page sur la mort de sa famille et aller de l'avant. Ils se rendent ensuite dans une librairie, et échappent de peu à la mort lorsqu'une salle de sport explose près d'eux à la suite d'une bombe déclenchée par un autre Decker, Vin Pearce. Quittant les lieux de la catastrophe, Mateo et Rufus se rendent au parc Althea, auquel ils sont tous deux attachés, et s'y amusent pour se changer les idées. Au cours de leurs discussions, Rufus (qui est ouvertement bisexuel) commence à suspecter que Mateo éprouve de l'attirance pour lui.
Rendu plus fort grâce à Rufus, Mateo change d'avis au sujet de Lidia : il rappelle sa meilleure amie, admet qu'il va bientôt mourir et l'invite à se joindre à eux pour une visite à la Cité du Globetrotteur, sorte de petit parc d'attractions permettant aux Deckers de découvrir différents endroits du monde en peu de temps. A la fin de leur parcours, les trois amis repèrent une attraction nautique à laquelle ils décident de participer, permettant à Rufus d'enfin surmonter sa peur de l'eau. Rufus et Mateo se rapprochent physiquement, se tenant la main au moment de sauter à l'eau et se prenant mutuellement dans les bras pour célébrer cet accomplissement. Pour remercier Mateo, Rufus décide de l'emmener surmonter sa propre peur, celle de se laisser aller en public, en allant faire la fête dans une discothèque prisée des Deckers, le Caveau, où doivent les rejoindre les Pluton, récemment libérés de garde à vue.
Au Caveau, Rufus persuade Mateo de chanter en karaoké devant l'ensemble des fêtards. Mateo demande alors à Rufus de se joindre à lui pour chanter la chanson American Pie de Don McLean. Les deux Derniers Amis livrent une interprétation passionnée, et une fois la chanson terminée, Mateo trouve enfin le courage d'embrasser Rufus, pour le plus grand plaisir de celui-ci. Mateo et Rufus retrouvent ensuite les Pluton, enfin arrivés, et Lidia. Tous font connaissance, mais les réjouissances sont de courte durée : alors que Mateo parvient à faire accepter à Lidia l'idée qu'il va disparaître, Peck et son gang font irruption et tentent d'abattre Rufus. Mateo parvient toutefois à distraire Peck, permettant à Rufus et aux Pluton de réagir. Mateo et Rufus prennent ensuite la fuite.
Alors qu'il est près de 19 heures, Mateo propose à Rufus de prendre un peu de repos dans son appartement afin de se remettre de leurs émotions. Mateo emmène Rufus dans sa chambre et les deux garçons s'amusent, Mateo jouant du piano et chantant pour Rufus tandis que ce dernier prend de nombreuses photos de lui, dont une qu'il poste sur Instagram pour terminer d'illustrer leur périple. Allongés sur le lit de Mateo, les deux garçons expriment tout l'amour qu'ils éprouvent l'un pour l'autre avant de s'endormir, regrettant de ne s'être pas connus plus tôt pour vivre pleinement leur relation. Mateo se réveille peu après et décide de préparer un peu de thé, oubliant que la gazinière de sa cuisine ne fonctionne pas bien. La gazinière explose, mettant le feu à l'appartement. Mateo, gravement brûlé, décède de ses blessures, tandis que Rufus, réveillé par l'incendie, parvient à survivre, mais est désespéré de voir son Dernier Ami et bref amoureux mourir sous ses yeux.
Rufus informe Lidia de la mort de Mateo, puis se rend au chevet du père de ce dernier. Bien qu'il soit toujours inconscient, Rufus lui raconte avec passion et force détails la dernière journée de son fils, affirmant que Mateo a tenu sa promesse de se montrer courageux. Il laisse au père de Mateo un message de condoléances lui conseillant de visiter le compte Instagram de Rufus où figurent désormais de nombreuses photos de Mateo lors de son dernier jour qu'il a vécu si intensément. Alors qu'il ne reste environ qu'une heure et demie avant minuit, Rufus retourne dans les environs du parc Althea pour y attendre la mort. Au moment de traverser une rue, il met ses écouteurs et visionne encore une fois la vidéo où Mateo chante pour lui, avant de marcher sur la chaussée sans que personne l'arrête.

## Personnages

### Personnages principaux
- Mateo Torrez est un jeune homme de dix-huit ans, d'origine portoricaine. Il vit seul avec son père, sa mère étant décédée à sa naissance. Timide et renfermé, il est passionné de lecture et rêve de devenir architecte. D'une profonde gentillesse, il est attentionné envers les personnes de son entourage, notamment sa meilleure amie Lidia Vargas et sa fille Penny, dont il est le parrain. Apprenant qu'il va bientôt mourir, il devient le Dernier Ami de Rufus Emeterio, un adolescent qui parviendra à amener Mateo à sortir de sa coquille et même à embrasser son homosexualité. Il meurt avant Rufus, laissant ce dernier dévasté.
- Rufus Emeterio est un adolescent ayant dû faire face à la mort de ses parents et de sa sœur Olivia. Placé en famille d'accueil, Rufus s'entoure de deux amis fidèles, avec qui il forme le groupe des Pluton. Courageux, déterminé et tête brûlée, Rufus est un passionné de cyclisme et aurait souhaité faire de la photographie son métier. Ayant rencontré Mateo grâce à l'application Le Dernier Ami, il documente leur périple via son compte Instagram. Ouvertement bisexuel, il encourage subtilement Mateo à exprimer son attirance réciproque pour lui. Il survit brièvement à Mateo.

### Autres personnages
En parallèle de l'histoire de Mateo et de Rufus, une galerie de personnages plus ou moins liés à ces derniers apparaissent également :
- Lidia Vargas est la meilleure amie de Mateo. Elle élève sa fille Penny avec l'aide de sa grand-mère depuis le décès de son fiancé Christian. Elle peine à accepter l'idée que Mateo, parrain de sa fille et formidable soutien dans sa vie, va disparaître également.
- Les Pluton sont la famille d'accueil de Rufus. Ils comprennent Tagoe Hayes et Malcolm Anthony, les deux plus proches amis de Rufus, et Aimee DuBois, son ex-petite amie qui a toujours des sentiments pour lui en dépit de son comportement violent envers Peck.
- Le père de Mateo est un homme veuf, dans le coma au moment où Mateo reçoit l'annonce de sa mort. Il est inconscient pendant toute l'histoire.
- Patrick « Peck » Gavin est le nouveau petit ami d'Aimee. Il se fait passer à tabac par Rufus et jure de se venger. Il compte parmi ses amis Kendrick O'Connell et Damien Rivas. Kendrick a déjà croisé Mateo, qui lui a auparavant offert ses chaussures de bonne grâce. Il reconnaît Matteo pendant la bagarre au Caveau et s'immobilise, ce qui permet aux Pluton de prendre l'avantage sur le gang de Peck. Le gang de Peck est également responsable de la mort de l'acteur Howie Maldonado en provoquant l'accident de sa voiture.
- Delilah Grey est une journaliste à Infinite Weekly. Elle a également reçu un appel de Death-Cast, mais pense qu'il s'agit d'une mauvaise blague de Victor, un employé de Death-Cast (qui a annoncé sa mort prochaine à Rufus) et son ex-fiancé. Elle échappe à la mort à deux reprises au cours de la journée (dont l'explosion de la salle de sport qui manque également de coûter la vie à Rufus et Mateo), ce qui lui fait penser qu'elle n'est effectivement pas condamnée, et se consacre à interviewer Howie Maldonado, un Decker et acteur célèbre dont Mateo est fan. Toutefois, elle finit par appeler Victor, qui n'est absolument pas derrière l'appel de Death-Cast. Effondrée d'avoir ainsi gâché son dernier jour, elle se voit demander par Victor de l'attendre au restaurant où elle se trouve, près du parc Althea.
- Vin Pearce, un ancien boxeur ayant reçu un appel de Death-Cast, à l'origine de l'explosion de la salle de sport qui manque de tuer Rufus et Mateo.
- Deirdre Clayton, l'hôtesse qui accueille Mateo et Rufus à la salle Vivez l'Expérience. Suicidaire en raison du rejet auquel elle fait face en raison de son homosexualité, elle manque de se jeter d'un toit, mais reprend goût à la vie en voyant Mateo et Rufus ensemble.
- Zoe Landon, une Decker qui a sans succès tenté de contacter Mateo sur l'application Le Dernier Ami. Elle se lie d'amitié avec Gabriella. Les deux filles croisent, sans les identifier, Mateo et Rufus dans le métro, et y récupèrent un livre laissé là volontairement par Mateo.
- Ariel Andrade, un agent de police ayant perdu son ami et collègue. Il est censé rechercher Rufus, mais y renonce, ne considérant pas l'adolescent comme un Decker dangereux. Il libère les amis de Rufus de leur garde à vue.
- Andrea Donahue, l'employée de Death-Cast qui annonce sa mort prochaine à Mateo, et collègue de Victor.
- Dalma Young, la créatrice de l'application Le Dernier Ami. Elle surprend une conversation entre Zoe et Gabriella qui expriment leur reconnaissance que cette application existe. Dalma et sa demi-sœur Dahlia croisent brièvement Mateo et Rufus lorsque ces derniers s'enfuient du Caveau.

## Réception
Et ils meurent tous les deux à la fin a majoritairement reçu des critiques positives. Il figure parmi les best-sellers du New York Times, et la revue littéraire Kirkus Reviews l'a placé dans sa liste des meilleurs livres de 2017, qualifiant l'histoire de « captivante » et « aussi déchirante que le promet le titre ».
Parmi les critiques négatives, une chronique du Los Angeles Times, écrite en 2022 après que le roman est revenu sur le devant de la scène grâce au phénomène TikTok #BookTok, décrit le roman comme « ennuyeux » et n'étant pas à la hauteur des attentes. Sont notamment critiqués « le style médiocre, une fin complètement bâclée et une romance artificielle ».

## Adaptation
En 2019, la chaîne HBO indique développer une adaptation en un court métrage de Et ils meurent tous les deux à la fin. Les droits d'adaptation sont ensuite transférés à Entertainment One en 2022, qui prévoit de diffuser la série sur la plateforme Netflix.

## Préquelle
Adam Silvera a annoncé une préquelle de Et ils meurent tous les deux à la fin, intitulée The First to Die at the End (litt. "Le Premier qui meurt à la fin"), sortie le 4 octobre 2022. L'histoire suit à nouveau un couple, cette fois-ci à l'époque des premiers appels de l'entreprise Death-Cast.